# Andries van Bolder

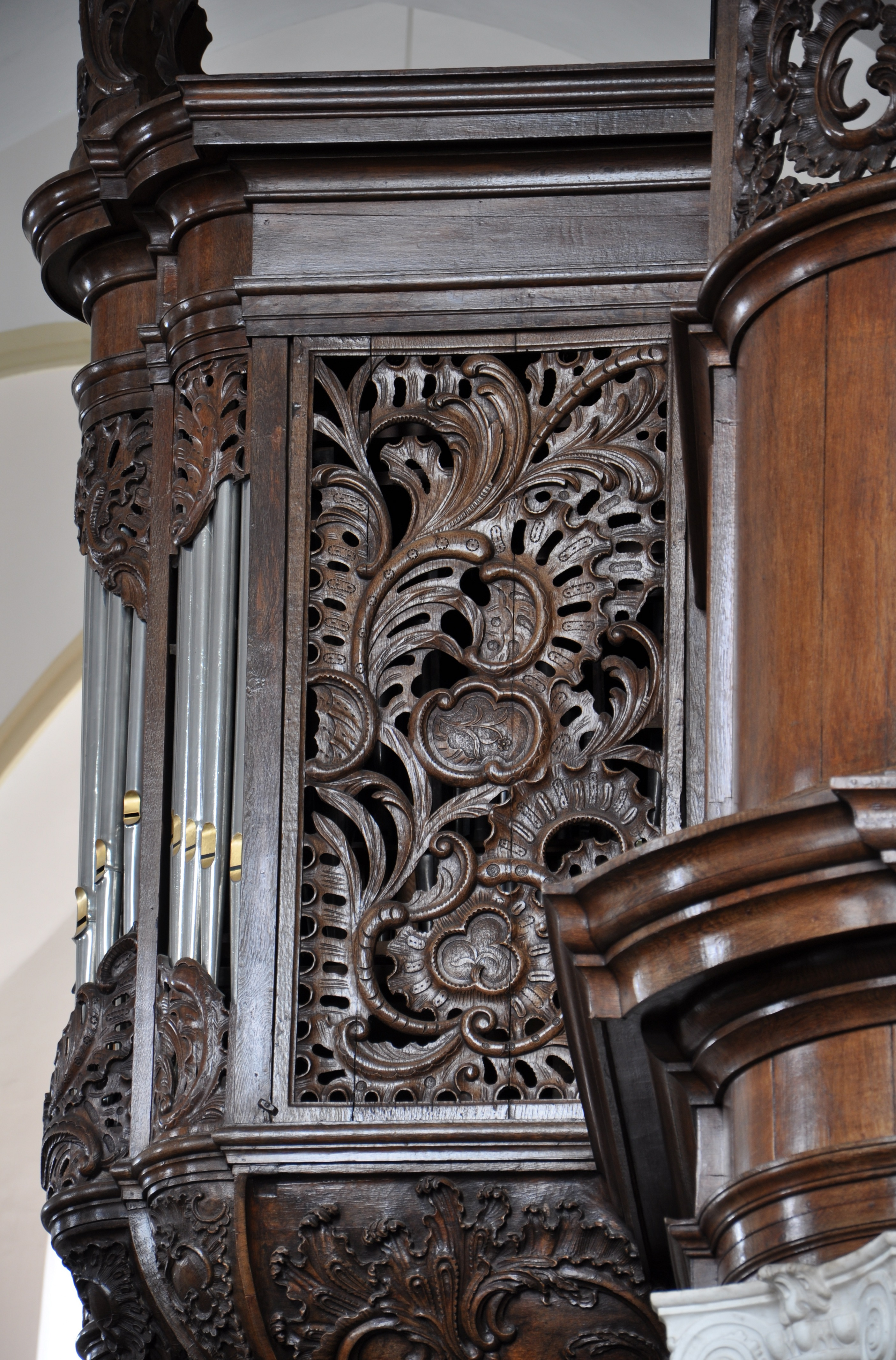
Houtsnijwerk van Andries van Bolder op het orgel van de Grote Kerk te Nijkerk

Andries van Bolder was een meubelmaker uit Arnhem. Hij leefde in de 18e eeuw en overleed in 1763.

## Levensloop
De geboortedatum van Andries van Bolder is niet bekend. Hij is tweemaal getrouwd geweest. In 1749 verloor hij zijn eerste echtgenote Wilhelmina Arisse. Op 1 juni 1754 trouwde hij met zijn tweede vrouw, Johanna Meuwze. Van Bolder overleed zelf op 1 juli 1763.

## Arbeidzame leven
Andries van Bolder was kistenmaker van beroep. Hij werd op 25 september 1741 toegelaten tot het Arnhemse kistenmakersgilde.
Zijn naam komt voor in de beschrijving van de historie van twee orgels in Nederland. Zo vervaardigde hij in 1756 het houtsnijwerk op de orgelkast van het Van Deventer-orgel in de Grote Kerk te Nijkerk. Het contract voor deze opdracht werd gesloten op 18 februari 1755. In 1754 zou Van Bolder de orgelkas van het instrument in de Oude Kerk van Heemstede, dat gebouwd werd voor de Hervormde Kerk te Oldebroek, vervaardigd hebben.
In de tijd waarin hij leefde werd zijn beroep 'schrijnwerker' genoemd. In de gildenboeken stond dit als 'kistenmaker'. Tegenwoordig zouden wij zeggen timmerman of meubelmaker.